# Patrimonio (AOC)
Pour la commune, voir Patrimonio.
Le patrimonio est un vin d'appellation d'origine contrôlée produit autour du golfe de Saint-Florent, dans le département de la Haute-Corse.

## Histoire

### Période contemporaine

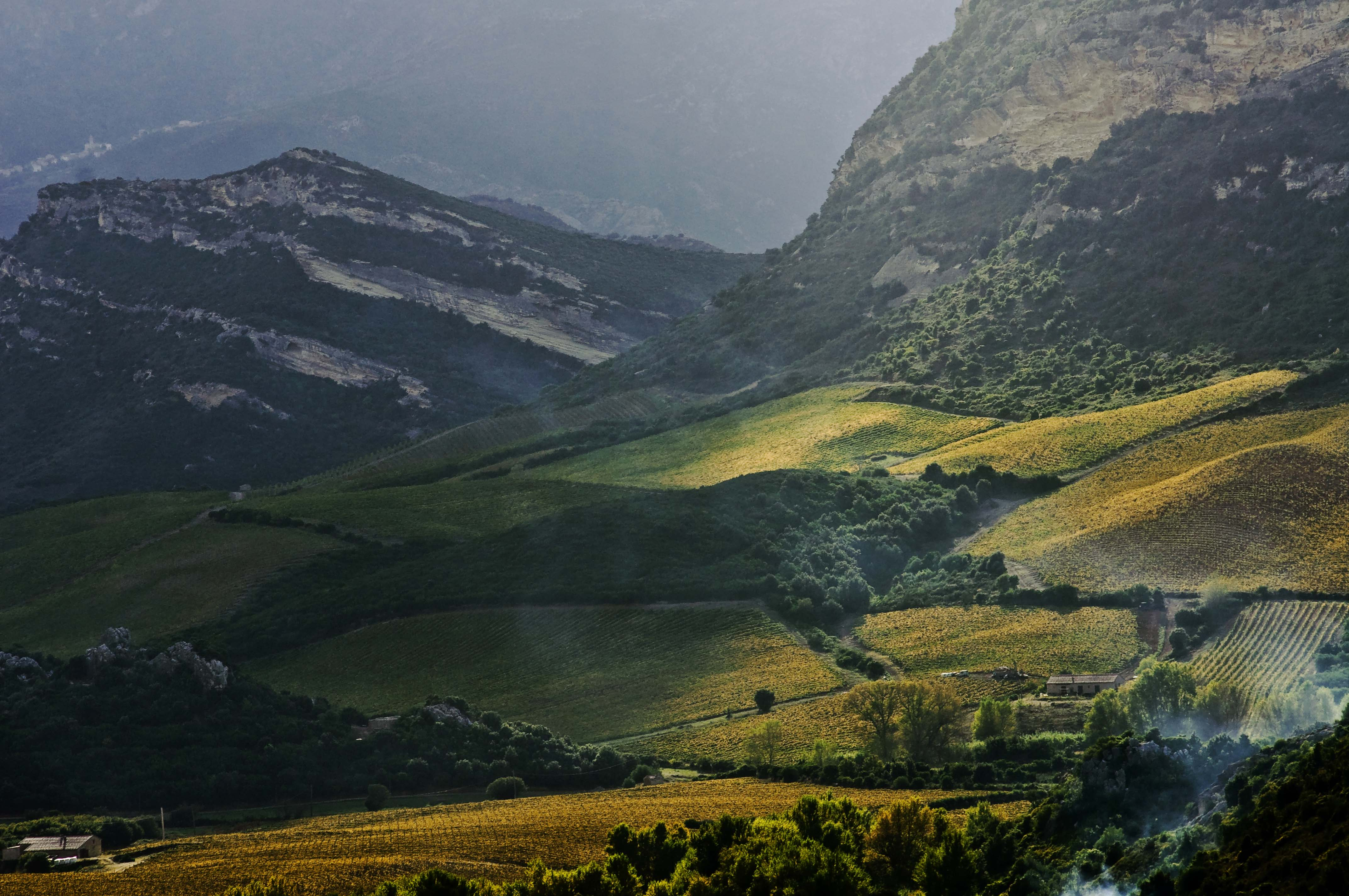
Vignoble de l'AOC Patrimonio en automne
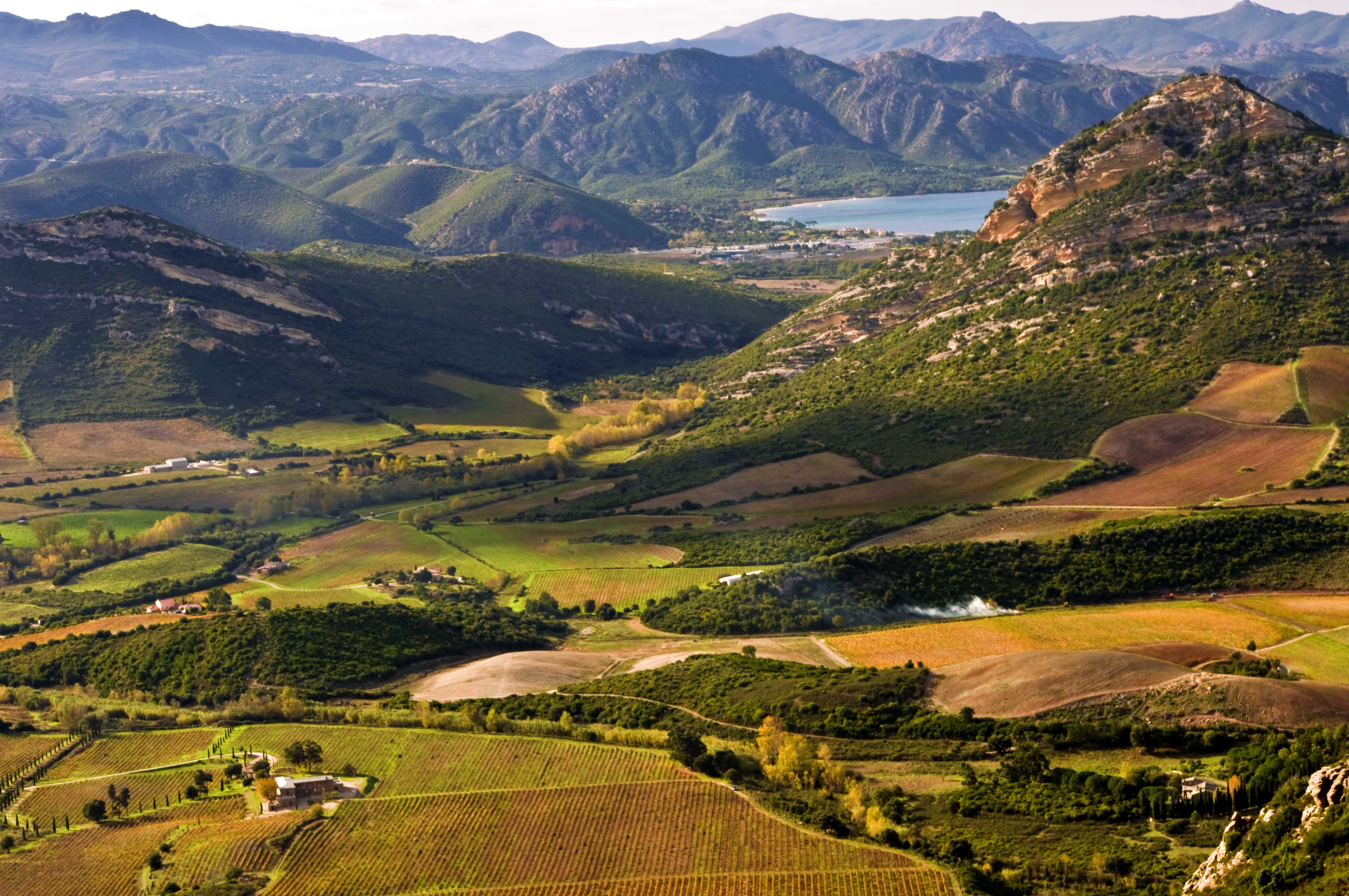
Vignoble de l'AOC Patrimonio près de Saint-Florent

Le patrimonio a été classé en AOC le 13 mars 1968.

## Situation géographique

### Orographie
Le Nebbio, qui enchevêtre collines et petites vallées, bénéficie de terroirs parfaitement exposés. 

### Géologie

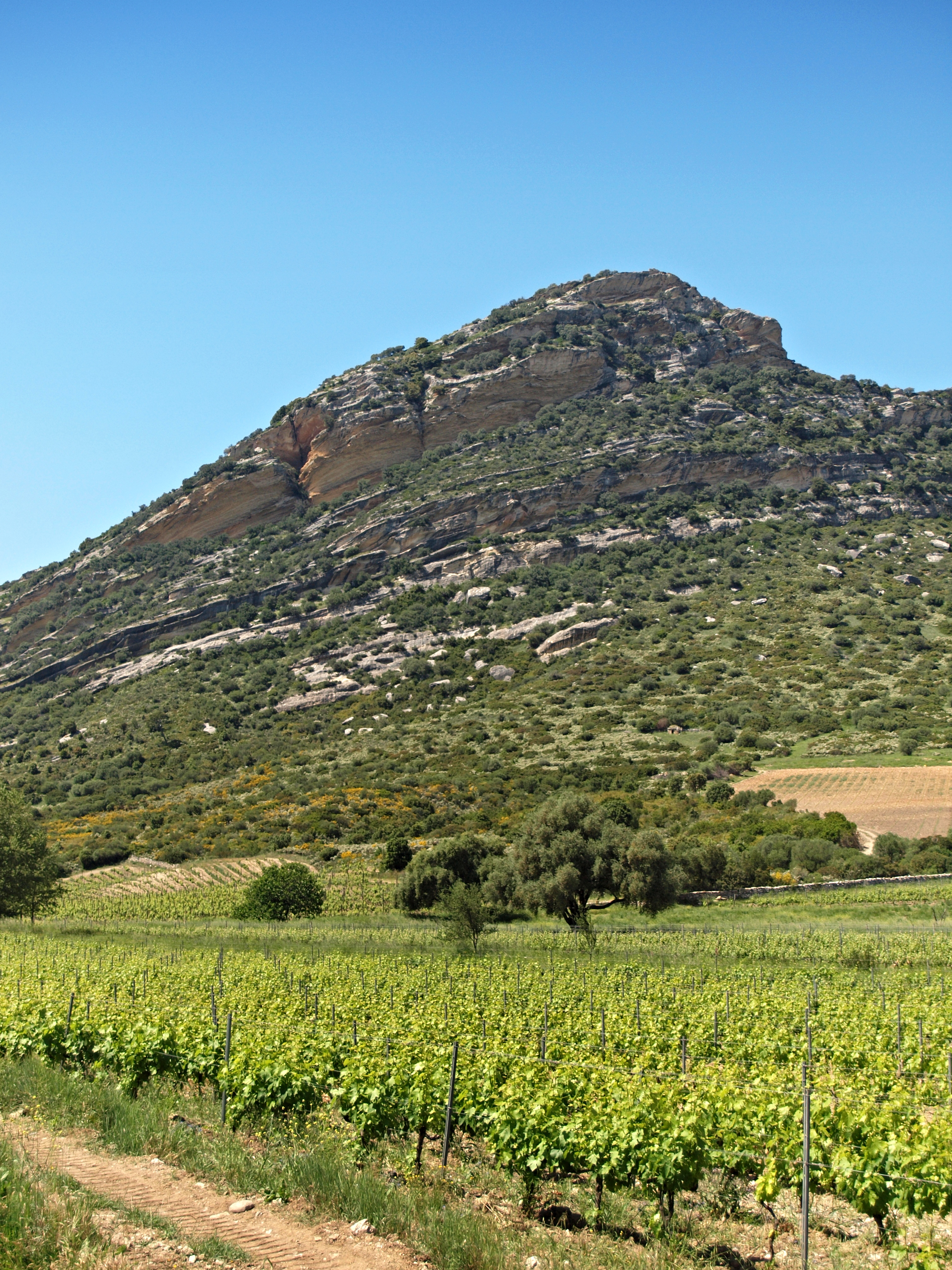
Vignoble du domaine Leccia

La variété géologique (schiste argileux sur sous-sol calcaire) permet à la vigne de s’exprimer pleinement.

### Climatologie
C'est un terroir bien protégé des vents par les montagnes avoisinantes. La partie septentrionale est située dans un endroit abrité des vents forts du nord-est. En période de pluie, le vent sèche les baies et assure ainsi une récolte saine. Dans la période de sécheresse estivale, l'air humide maritime pallie la pénurie d'eau. Pendant la nuit, au sud de l'appellation, l'air frais, jusqu'à 1 000 mètres d'altitude, procure au vignoble un climat équilibré avec une période de croissance légèrement décalée.

## Vignoble

### Présentation

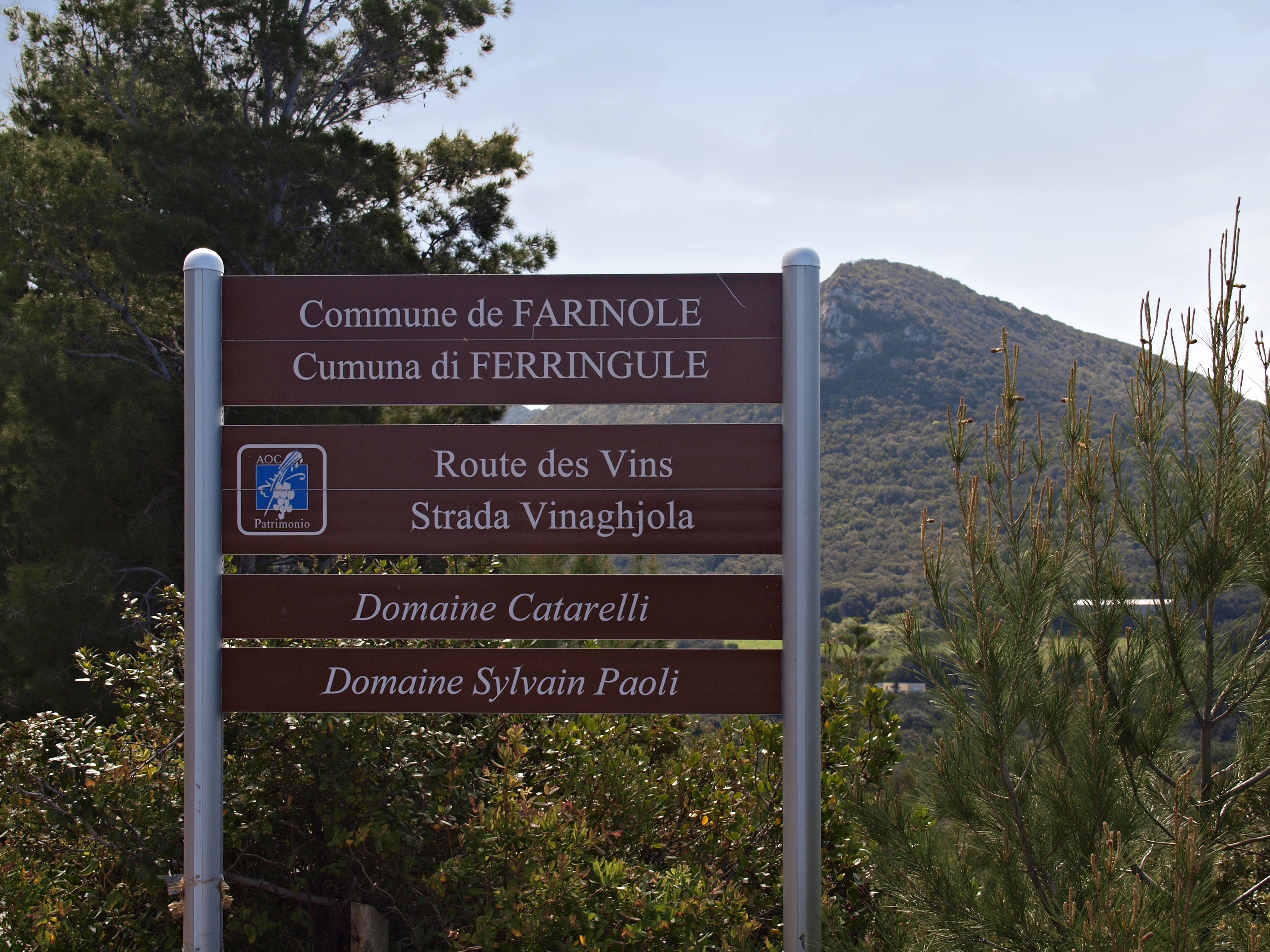
Farinole - Route des vins AOC patrimonio

Le vignoble s'étend sur 7 communes : Patrimonio, Barbaggio, Saint-Florent, Farinole, Oletta, Poggio d'Oletta et Santo-Pietro-di-Tenda.

### Encépagement
Les vins blancs sont issus du vermentino B (malvoisie de Corse).
Les vins rouges et rosés sont issus principalement du nielluccio N, accompagné accessoirement du grenache N, du sciaccarello N et du vermentino B (malvoisie de Corse).

### Méthodes culturales et réglementations
Le savoir-faire séculaire des vignerons assure une production de vins de très haute qualité : blancs bouquetés, rosés de soleil et de fruits, rouges amples et charpentés.

### Terroir et vins

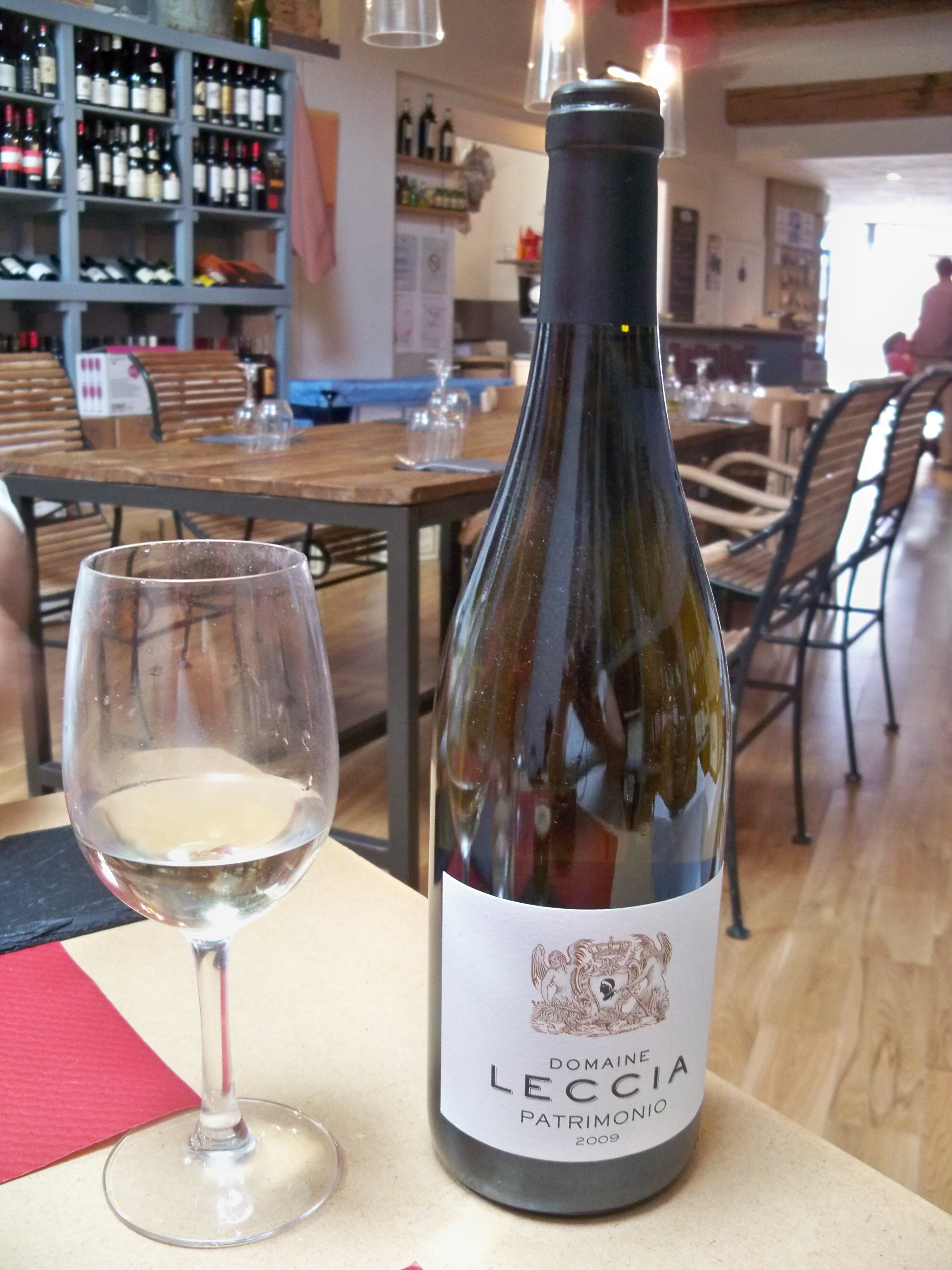
AOC Patrimonio du Domaine Leccia